# Consolidated NY
Il Consolidated NY era un aereo biplano e monomotore realizzato dall'azienda statunitense Consolidated Aircraft Corporation intorno alla metà degli anni venti.
Variante destinata all'aviazione di marina del precedente PT1, l'aereo venne impiegato come addestratore nei reparti della United States Navy; gli ultimi esemplari furono ritirati dal servizio solamente nel 1939, alla vigilia dello scoppio della seconda guerra mondiale.

## Storia del progetto
Il progetto del Consolidated NY nacque, nel corso del 1925, in seguito all'interessamento da parte del Bureau of Aeronautics per l'addestratore PT-1 e le sue eccellenti caratteristiche di volo.
Le differenze principali che caratterizzavano la configurazione del velivolo destinata all'impiego nelle file dell'U.S. Navy erano rappresentate dalla possibilità di trasformare in poco tempo l'aereo in un idrovolante, dalla maggiore dimensione dell'impennaggio e dall'utilizzo del motore radiale Wright R-790 (Wright J-4 Whirlwind) in sostituzione del V-12 Wright-Hispano E.
Le prove valutative vennero svolte su un PT-1 modificato, denominato XPT-2, mentre non venne realizzato un vero e proprio prototipo del nuovo velivolo; il primo esemplare di serie venne portato in volo il 12 novembre del 1925 mentre le consegne ai reparti ebbero inizio nel maggio dell'anno successivo con la denominazione ufficiale di NY-1; in tutto ne furono realizzati 76 esemplari.
I primi riscontri dell'impiego dell'aereo nella configurazione idrovolante evidenziarono un valore eccessivo del carico alare in condizioni di pieno carico, cui la casa costruttrice ovviò con successo incrementando l'apertura (e di conseguenza la superficie) alare ed impiegando la più potente versione "J-5 Whirlwind" del nove cilindri della Wright, dando così vita alla variante NY-2 i cui 186 esemplari furono consegnati prima della fine del 1928. L'ordine per questi aerei era il più consistente, per un aereo da addestramento dell'U.S. Navy, dalla fine della prima guerra mondiale.
Una terza variante, denominata NY-3 e costruita in venti esemplari, era contraddistinta dall'impiego del motore radiale a sette cilindri Wright R-760, nota anche con il nome commerciale di "J-6 Whirlwind Seven". In questo caso gli aerei vennero consegnati direttamente ai reparti della riserva dell'U.S. Navy e dei Marines, nel corso del 1929.
Un ultimo stadio evolutivo del progetto venne testato, ancora nel corso del 1929, mediante l'impiego del motore Wright R-790-A su un esemplare della versione NY-2; ricevuta ufficialmente la denominazione XN3Y-1 non superò tuttavia lo stadio di prototipo.

## Tecnica

### Cellula
Il Consolidated NY riproponeva negli elementi principali sia il disegno esteriore che la struttura del PT-1: l'abitacolo con disposizione in tandem (davanti l'istruttore, dietro l'allievo), la fusoliera in tubi d'acciaio e le ali in legno.

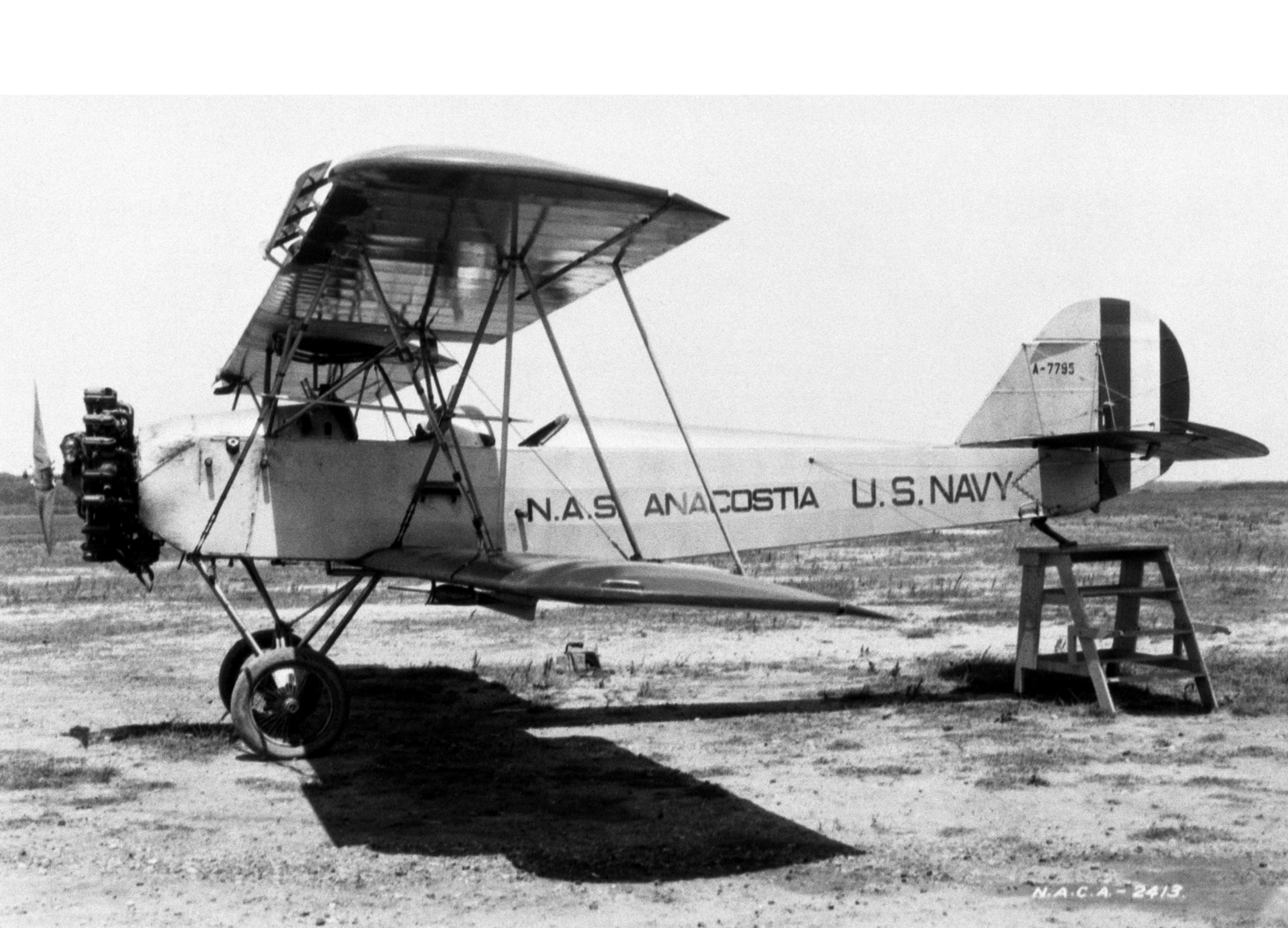
Un Consolidated NY-2 dell'U.S. Navy fotografato presso il National Advisory Committee for Aeronautics; si noti lo slat sul bordo d'entrata dell'ala superiore, elemento non presente negli esemplari di serie.

I due piani alari presentavano la medesima apertura alare ed erano tra loro leggermente scalati, con quello superiore in posizione leggermente più avanzata rispetto a quello inferiore. Il profilo alare riproponeva lo schema "Clark Y" proposto dal suo disegnatore fin dai tempi del Dayton-Wright TA-3 e le superfici di controllo erano presenti alle estremità di entrambi i piani (il loro movimento era reso solidale dalla presenza di un'asta di collegamento che ne univa i bordi posteriori). I due piani alari erano collegati tra loro da un montante sagomato ad "N" rovesciata la cui azione era supportata da cavetti d'acciaio disposti diagonalmente. Inoltre il piano alare superiore era collegato ai bordi della fusoliera da un'altra coppia di tubi metallici, disposti a "V" (con il vertice disposto nell'ala).
A partire dalla versione NY-2 le ali vennero modificate ampliandone l'apertura e, di conseguenza, la superficie poiché il peso a pieno carico dell'aereo rendeva particolarmente elevato il valore del carico alare, con effetti negativi sulle sue qualità di volo.
La fusoliera aveva sezione rettangolare, con il bordo superiore arrotondato, che si riduceva progressivamente verso la coda; nella parte terminale del cono era presente l'impennaggio di tipo classico dalle dimensioni più generose rispetto a quelle del PT-1: tale accorgimento era stato studiato al fine di garantire maggiore controllo del velivolo malgrado le linee aerodinamiche del velivolo fossero disturbate, in configurazione idrovolante, dalla presenza del voluminoso galleggiante centrale.
Sebbene nato come versione "navalizzata", l'NY poteva indifferentemente (e con poco impegno di manodopera) utilizzare un carrello d'atterraggio (biciclo, fisso) oppure un galleggiante centrale (agganciato sotto la fusoliera mediante una struttura tubolare metallica) e due più piccoli (in funzione equilibratrice) disposti alle estremità delle semiali inferiori, per operare come idrovolante.

### Motore
Per espressa richiesta delle autorità militari sull'NY venne montato il motore radiale Wright R-790 (la cui denominazione commerciale era Wright J-4 Whirlwind), principale elemento di distinzione rispetto al PT-1.
Capace di sviluppare la potenza di 200 hp (pari a poco più di 149 kW), l'R-790 era un motore a nove cilindri raffreddati ad aria. Nella seconda variante dell'aereo (NY-2) vennero installati motori Whirlwind J-5, dotati di maggiore potenza (220 hp, pari a 164 kW) che contribuirono a risolvere il problema legato all'elevato carico alare che affliggeva i primi esemplari del velivolo.
Un più radicale mutamento dell'unità motrice, in favore del motore Wright R-760 (radiale a sette cilindri, capace di 240 hp, pari a circa 179 kW) fu proposto nel caso dell'XN3Y che rimase, tuttavia, esemplare unico, senza alcun seguito produttivo di serie.

### Armamento
Originariamente sprovvisti di ogni tipo d'armamento, alcuni esemplari di NY furono equipaggiati con una mitragliatrice calibro 0.30 in; l'arma (brandeggiabile) venne collocata nell'abitacolo posteriore, a disposizione dell'allievo. I velivoli con questa caratteristica, a seconda della loro serie d'origine, furono rispettivamente denominati NY-1A o NY-2A ed impiegati specificamente per la formazione dei "mitraglieri".

## Impiego operativo
L'impiego degli NY ebbe inizio nel corso del 1929 presso le scuole di volo della U.S. Navy, per la quale il biplano della Consolidated divenne il principale addestratore basico del periodo contribuendo a formare gran parte dei piloti dell'epoca. La sua carriera ebbe termine solamente nel 1936, con l'arrivo del Naval Aircraft Factory N3N; entro l'anno successivo vennero radiati tutti gli esemplari dell'NY impiegati dalle scuole di volo mentre quelli in carico ai reparti della riserva sopravvissero fino al 1939.

## Versioni

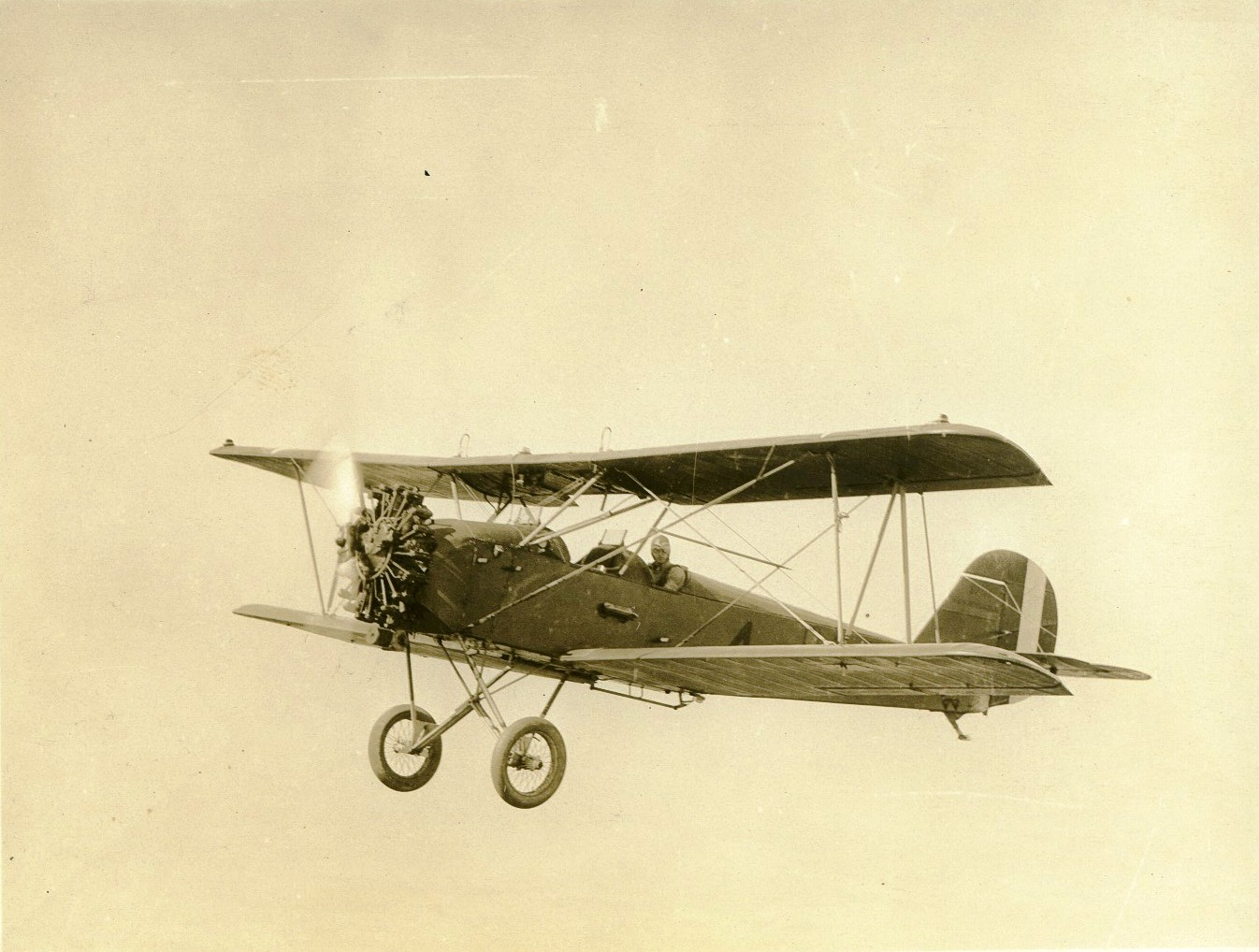
NY-1

I dati sulle versioni, se non diversamente indicato, sono tratti da "Consolidated NY (N3Y)—1925" in "United States Naval Aviation, 1919–1941", tranne dove indicato diversamente.
- NY: denominazione del velivolo secondo lo standard in vigore all'epoca della sua entrata in servizio: la lettera "N" indicava il ruolo (addestratore) e la "Y" il costruttore (codice univoco assegnato alla Consolidated) mentre l'assenza di numerazione tra le due lettere indicava che si trattava del primo velivolo di quel tipo realizzato da quello specifico costruttore.
  - NY-1: prima versione costruita in serie, dotata di motore Wright J-4; realizzata in 76 esemplari.
    - NY-1A: fu la designazione attribuita ai velivoli della precedente variante che, nel corso della loro carriera, vennero dotati di mitragliatrice brandeggiabile nell'abitacolo posteriore e destinati all'istruzione dei mitraglieri.

  - NY-2: seconda versione di serie, motorizzata con il radiale Wright J-5 e dotata di ala dalla maggior apertura; ne furono costruite 186 unità.
    - NY-2A: lotto di 25 aerei espressamente realizzato per l'addestramento dei mitraglieri, armato con una mitragliatrice brandeggiabile alloggiata nell'abitacolo posteriore.

  - NY-3: terza versione di serie, equipaggiata con motore Wright R-760; ne furono realizzati 20 esemplari.
- XN3Y: designazione assegnata ad un esemplare della variante NY-2 dotato di motore Wright R-790-A, rimasto allo stadio di prototipo.

## Utilizzatori
Stati Uniti
- United States Navy
- United States Marine Corps

### Annotazioni
1. ↑  La diversa denominazione lascia intendere che si trattasse di un "nuovo" progetto e non di una "nuova versione" dell'NY.

### Fonti
1. 1 2 3 4 5 6 7 8 9 10 11  Johnson, 2011, p. 188.
2. ↑  Johnson, 2011, p. 186.
3. ↑  Swanborough e Bowers, 1990, p. 92.
4. 1 2  Swanborough e Bowers, 1990, p. 90.
5. 1 2  Swanborough e Bowers, 1990, p. 91.
6. ↑  Johnson, 2011.